# Alberto Manga
Alberto Agustín Manga Magro (Granollers, 21 mei 1980) is een gewezen Spaans voetballer.
Alberto Manga kwam in de jaren negentig in de cantera (jeugdopleiding) van FC Barcelona, waar de Catalaan uiteindelijk het tweede elftal haalde. Hij debuteerde onder trainer Carles Rexach in het het seizoen 2000-2001 in het eerste elftal. Alberto Manga speelde als invaller de wedstrijden voor de Copa de Catalunya tegen UEA Gramenet op 26 april 2001 en CF Balaguer op 13 juni 2001. Uiteindelijk werd hij niet goed genoeg bevonden voor FC Barcelona en nadat hij twee seizoenen verhuurd werd aan ploegen uit de Segunda División B, FC Cartagena en CE Mataró, transfereerde hij vanaf het seizoen 2004-2005 naar een ploeg uit de Tercera División, CF Gavà .
Bij deze ploeg zou hij vier seizoenen vertoeven, waarvan hij in het derde seizoen de promotie naar de Segunda División B afdwong en tijdens het vierde seizoen 2007-2008 zou hij op deze manier terugkeren naar deze reeks. Het werd een succesvol seizoen met een derde plaats als eindresultaat. De ploeg slaagde er echter niet in om de promotie af te dwingen.
Deze prestaties gingen niet ongezien voorbij en zo kon hij vanaf het seizoen 2008-2009 een contract versieren bij Girona FC, een ploeg uit de Segunda División A. Hij zou er twee seizoenen vertoeven. De ploeg kon zich tweemaal net handhaven.
Tijdens het seizoen 2010-2011 stapte hij over naar CE Sabadell, een ploeg uit de Segunda División B. Bij deze ploeg zou hij eerste eindigen na de reguliere competitie en de promotie afdwingen naar het tweede niveau van het Spaanse voetbal.
Hij volgde de ploeg echter niet en bleef tijdens het seizoen 2011-2012 in de Segunda División B, bij CF Badalona. Ook hier zou hij met een vierde plaats de eindronde afdwingen, maar de promotie bleef uit.
Tijdens het seizoen 2012-2013 zou hij uitkomen voor CE L'Hospitalet, een andere ploeg uit de Segunda División B. Voor het derde seizoen achtereenvolgend dwong hij de eindronde af met een eerste plaats na de reguliere competitie. Maar ook hier mislukte de promotie.
Tijdens zijn laatste seizoen zou hij spelen voor FC Santboià, een ploeg uit de Tercera División.